# デュヴァリエ王朝

ハイチ共和国
République d’Haïti（フランス語）
Repiblik d Ayiti（ハイチ語）

国歌: La Dessalinienne（フランス語）
デサリーヌの歌

デュヴァリエ王朝（デュヴァリエおうちょう、フランス語: Dynastie des Duvalier、ハイチ語: Dinasti Duvalier）は、1957年から1986年まで続いたフランソワ・デュヴァリエとジャン＝クロード・デュヴァリエ父子による、ハイチに於ける世襲独裁政権である。
1985年10月から始まった暴動や、アメリカ合衆国のロナルド・レーガン政権からのハイチ撤退の圧力を受けて、1986年2月7日にデュヴァリエ一家はフランスへ逃げ、新たに議会が設立されたことで独裁体制は崩壊した。